# Palle Sørensen
 Der er flere personer med dette navn, se Palle Sørensen (fodboldspiller).
Palle Mogens Fogde Sørensen (født 26. marts 1927 i København, død 1. februar 2018) var en dansk morder, der den 18. september 1965 dræbte fire politibetjente på Amager. Drabene skete i forbindelse med, at han blev stoppet af patruljevogne på vej hjem fra en indbrudsturné med sin kammerat Norman Lee Bune. Palle Sørensen havde da allerede siddet 11 år i fængsel.
De to indbrudstyve blev først stoppet på Amager Strandvej ud for Kastrup Fort af en politibil fra Tårnby politistation, da de kom kørende i Palle Sørensens hvide Simca Versailles. Palle Sørensen, som havde en pistol i et skulderhylster, dræbte de to betjente i patruljevognen, og Norman Lee Bune stak af.
Palle Sørensen fortsatte alene i sin bil og blev i Vermlandsgade indhentet af en politibil fra Københavns politi. De to betjente, som ikke kendte til de tidligere drab, blev ligeledes skudt af Palle Sørensen. To af betjentene var 23 år, én var 24 år, og én var 28 år. I forbindelse med drabene affyrede Palle Sørensen i alt 15 skud, hvoraf de 12 ramte ofrene. Efter en intensiv politieftersøgning meldte Palle Sørensen sig selv til politiet. Han blev anholdt og tilstod drabene i et grundlovsforhør den 21. september 1965, tre dage efter forbrydelsen. Den 18. marts 1966 blev han idømt fængsel på livstid.
Under afsoningen i Nyborg Statsfængsel og de mere end ti års isolationsfængsling i Vridsløselille Statsfængsel anmodede han gentagne gange om benådning. Det blev afslået.
Den 26. maj 1995 blev Palle Sørensen overført til fortsat afsoning i åbent fængsel i Sønder Omme og den 17. marts 1997 udstationeret til kriminalforsorgens Pension Lyng i Stakroge. Den 4. maj 1998 blev han, 71 år gammel og efter at have siddet til afsoning i 32 år, 7 måneder og 15 dage, benådet af justitsminister Frank Jensen.
Straffeloven er senere ændret, så livstidsdomme fremover hvert år skal vurderes efter 12 års afsoning. Palle Sørensens sag indgik i både den offentlige debat og i Folketingets behandling af lovændringen.
Palle Sørensens far Rasmus arbejdede som natbetjent i Nysted.
Sørensen levede som pensionist i Valby ved København, og døde 1. februar 2018.

## I populærkulturen
- Han nævnes i sangen "Psykopat på fri fod" fra albummet "Regnskabets Time" af MC Clemens fra 1997.[3]
- "4-0 til Palle" er et udtryk, som bruges af folk - og især unge - der vil give udtryk for deres utilfredshed med ordensmagten og dens arbejde.[4]
- Han nævnes i sangen Knep E Politi af L:Ron:Harald på hans debut album "Pornogangster" fra 1998
- Han nævnes også i L:Ron:Harald og Justes sang Grisebasse pive.[kilde mangler]